# Protesterna i Armenien 2011
Protesterna i Armenien 2011 är en pågående serie av civila demonstrationer i syfte att framkalla politiska reformer och eftergifter från både regeringen i Armenien och den medborgerliga regeringen i huvudstaden Jerevan. Demonstranter har krävt frigivande av politiska fångar, åtal mot de ansvariga för de oppositionsaktivister som dog efter protesterna mot valet 2008 och inledning av demokratiska och socioekonomiska reformer, inklusive rätten att demonstrera på Freedom Square i centrala Jerevan. De har också protesterat mot Jerevans borgmästare Karen Karapetjan för att han förbjudit handel från stadens gator. Oppositionen har spelat en viktig roll i att organisera och leda demonstrationer. Den har också efterlyst nyval och krav på regeringens avgång.
Regeringen har beviljat flera eftergifter till de protesterande, bland annat har de gått med på oppositionens krav på en undersökning dödsfall i protesterna 2008, gett dem tillstånd demonstrera på Freedom Square i slutet av april, och släppt flera fängslade oppositionsmedlemmar.

## Protester

### Gatuförsäljarnas protester
Gatuförsäljare i Jerevan är arga över borgmästare Karapetyan beslut att den 13 januari börja verkställa ett strikt förbud mot gatuförsäljning, och protesterade utanför det kommunala kontoret i huvudstaden den 19 januari. Stadens tjänstemän insisterade på att förbudet var nödvändigt för folkhälsan och säkerheten, men demonstranterna svarade med att ropa slagord som kritiserade Karapetyan. En tjänsteman från Armeniens republikanska parti har klagat på att kommunens förbud har hindrat många av invånarna från att kunna försörja sig och sina familjer. Några av demonstranterna uppmanade Karapetyan till att antingen träffa dem och diskutera eller avgå. Protesterna framför stadshusen blev snart en daglig företeelse ända in i februari.